# Jean Dixon

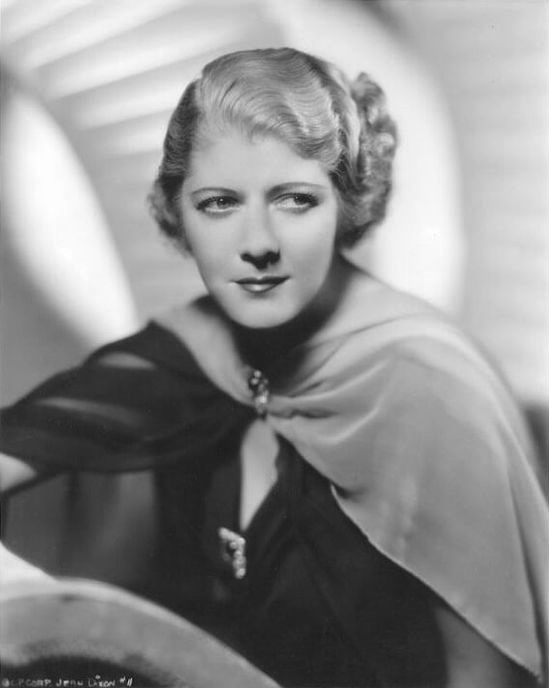
Jean Dixon (1930er-Jahre)

Jean Dixon (* 14. Juli 1893 in Waterbury, Connecticut als Jean Jacques; † 12. Februar 1981 in New York City, New York) war eine US-amerikanische Schauspielerin.

## Leben und Karriere
Jean Dixon wurde in Connecticut unter dem Namen Jean Jacques geboren und absolvierte ihre Schauspielausbildung in Paris bei Theaterlegende Sarah Bernhardt. Noch während ihres Aufenthaltes in Paris gab sie ihr Schauspieldebüt. Nach ihrer Rückkehr in die USA spielte sie weiter Theater und gab 1926 in dem Stück Wooden Kimono ihr Debüt am New Yorker Broadway. Sie konnte sich in diesem bedeutendsten Theaterviertel der USA etablieren und wurde besonders erfolgreich mit Auftritten in den Komödien von George S. Kaufman, darunter June Moon, Once in a Lifetime und George Washington Slept Here. Dixon verlegte sich vor allem auf die Darstellung von urbanen, schlagfertigen Frauen mit bissigem Humor.
Obwohl das Theater ihr hauptsächliches Metier war, übernahm die Schauspielerin in den 1930er-Jahren auch eine Reihe von Nebenrollen in Hollywood-Filmen, oftmals als beste Freundin der Hauptdarstellerin. Sie war mit ihrem Humor besonders für Screwball-Komödien prädestiniert; so spielte sie die zynische, aber dennoch herzensgute Köchin einer exzentrischen Familie in Gregory La Cavas Mein Mann Godfrey (1936) und die weise Freundin von Cary Grants Hauptfigur in George Cukors Die Schwester der Braut (1938). Ein anderes Genre bediente Dixon im Jahr 1937, als sie Fritz Langs zweitem Hollywood-Film – dem Thriller Gehetzt – die Schwester von Sylvia Sidney verkörperte. 
Die Schwester der Braut war Dixons letzter von 13 Filmen, obwohl sie damals erst Mitte Vierzig war, denn anschließend kehrte sie vollständig zum Theater zurück. In den 1940er- und 1950er-Jahren kam sie zu weiteren Rollen am Broadway, zuletzt zwischen 1959 und 1960 in dem Drama The Gang's All Here. Zudem war sie gegen Ende ihrer Karriere mehrmals als Darstellerin im US-Fernsehen aktiv. Jean Dixon war von 1936 bis zu dessen Tod im Jahre 1980 mit Edward Stevenson Ely verheiratet. Sie selbst starb im Februar 1981, fünf Monate nach ihrem Mann, im Alter von 87 Jahren.

## Filmografie
- 1929: The Lady Lies
- 1933: The Kiss Before the Mirror
- 1934: Sadie McKee
- 1935: I’ll Love You Always
- 1935: Mister Dynamite
- 1935: She Married Her Boss
- 1936: To Mary – with Love
- 1936: Mein Mann Godfrey (My Man Godfrey)
- 1936: The Magnificent Brute
- 1937: Gehetzt (You Only Live Once)
- 1937: Swing High, Swing Low
- 1938: Joy of Living
- 1938: Die Schwester der Braut (Holiday)
- 1956: General Electric Theater (Fernsehserie, eine Folge)
- 1960: The Valley of Decision (Fernsehfilm)
- 1960: Play of the Week (Fernsehserie, eine Folge)